# Diament florencki

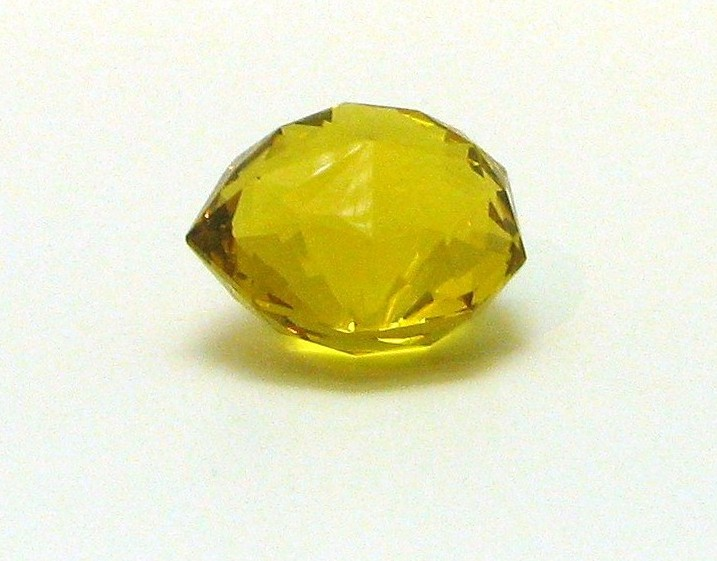
Kopia „Diamentu florenckiego”

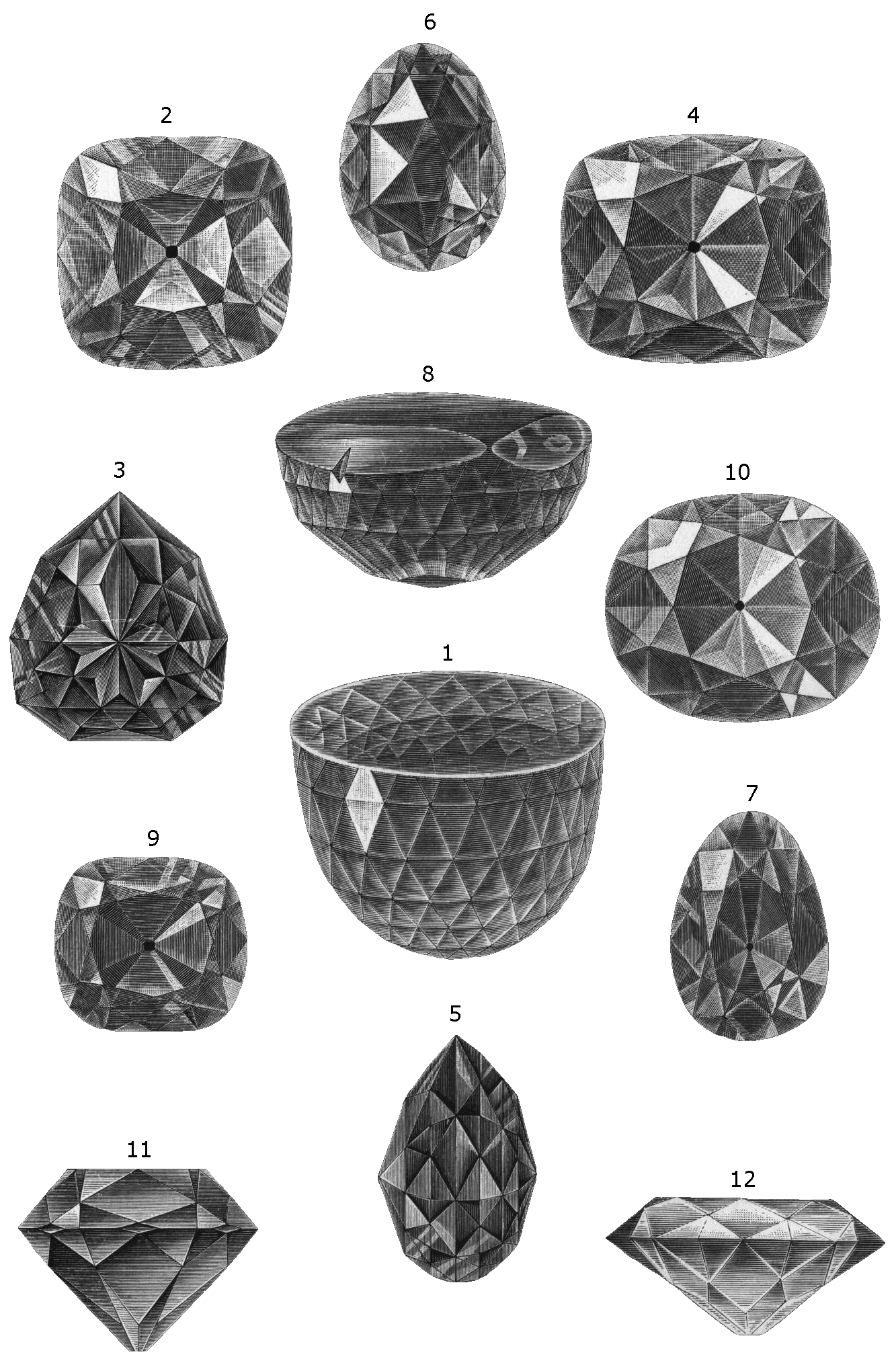
Najsłynniejsze diamenty świata: 1. Wielki Mogoł, 2. i 11. Regent, 3. i 5. Diament florencki, 4. i 12. Gwiazda Południa, 6. Sancy, 7. Drezdeński zielony diament, 8. i 10. Koh-i-noor ze starym i nowym szlifem, 9. Hope

Diament florencki, Wielki Książę Toskański, Florentyńczyk – lekko żółtawy diament o silnym ogniu.
Diament florencki ma masę 137,2 kr. Szlif kamienia jest podobny do tego jaki zastosowano przy diamencie Sancy (wykonany przez Ludwika van Berquema).

## Historia
Należał do Karola Zuchwałego, który prawdopodobnie utracił go wraz z innymi klejnotami w bitwie pod Murten w 1476 roku.
Kamień został znaleziony przez żołnierza i sprzedany za jednego guldena. Jeszcze wiele razy przechodził z rąk do rąk nabywany po bardzo niskiej cenie.
Wreszcie dostał się do Genui i gdzie za cenę 10 tysięcy guldenów przeszedł w posiadanie Ludwika Il Moro Sforzy – regenta Mediolanu. Podczas likwidacji skarbca mediolańskiego nabył go papież Juliusz II za 20 tysięcy dukatów.
Diament był później w posiadaniu wielkich książąt Toskanii (stąd nazwa diamentu) Medyceuszów. W 1737 otrzymał go, wraz z tytułem wielkiego księcia Toskanii Franciszek I Lotaryński, małżonek Marii Teresy i umieścił w swojej kolekcji.
Po upadku monarchii Habsburgów kamień znalazł się wśród prywatnych klejnotów koronnych cesarza Karola I Habsburga, które w 1918 roku zostały wywiezione z Austrii.
Obecne losy diamentu nie są znane.